# Bourse de commerce
Pour les articles homonymes, voir Bourse.

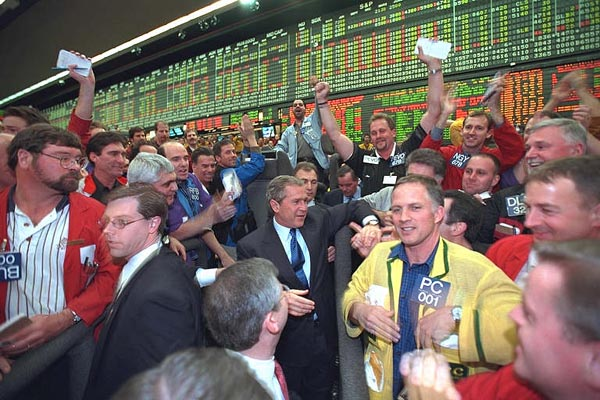
George W. Bush au Chicago Mercantile Exchange.

Une bourse de commerce ou bourse de marchandises est un lieu, physique ou virtuel, où se négocient des marchandises. La première d'entre elles a été créée à Anvers vers 1515.
De nos jours, elles servent à regrouper l'achat et la vente, sous forme de lots standardisés (exemple : T tonnes d'une matière M de qualité Q livrable au Port P). Une bourse de commerce, comme une bourse de valeurs fonctionne comme marché à terme ou marché au comptant, et souvent les deux.

## Histoire et principaux marchés
Initialement, les premières bourses, où marchands et courtiers échangent entre eux, sont des bourses mixtes, qui traitent à la fois de marchandises et de capitaux. Après la création de la première Bourse de Commerce à Anvers, vers 1515, la Bourse d'Amsterdam, créée entre négociants pour échanger des marchandises en 1530, accueille au début du XVIIe siècle des transactions financières, avant de voir une séparation des deux branches, bourse de commerce et bourse de valeurs. Il en est de même à Londres, où le Royal Exchange, bourse de commerce créée en 1554, accueille en 1695 les premières transactions de titres, avant la création officielle du Stock Exchange en 1773. Dans la guerre commerciale que l'Angleterre livre aux Pays-Bas, Londres supplante Amsterdam au  début du XVIIIe siècle.
L'encyclopédie Diderot et d'Alembert (1751) rapporte que la bourse d'Amsterdam propose  trois types de transactions, sur trois marché différents : marché au comptant, marché à terme (les négociants échangent des marchandises qu'ils ne détiennent pas encore) et marché d'options (l'acquisition d'un droit, sans obligation, d'acheter des marchandises à terme, moyennant le paiement d'une prime).
En France, le roi fit construire de 1763 à 1767 une « Halle aux blés », qui est devenue la Bourse de commerce de Paris, installée dans ses propres locaux en 1885 après avoir été d'abord hébergée dans ceux du Palais Brongniart . Elle est organisée sur le modèle du Royal Exchange de Londres créé en 1571, auquel succède le London Metal Exchange (Marché des métaux de Londres, ou LME), fondé en 1877, et le London Commodity Exchange (sucre, café et cacao), qui succède en 1954 à la London Sales Room créée en 1811, puis rebaptisé London Futures and Options Exchange en 1987, pour intégrer le London Rubber Exchange avant d'être racheté par le London International Financial Futures and options Exchange. Le Chicago Board of Trade de Chicago), fondée en 1848, est la plus ancienne bourse de commerce américaine. La Bolsa de Comercio de Buenos Aires a été, elle, fondée en 1854. Un Chicago Produce Exchange est ouvert en 1874, et il devient Chicago Mercantile Exchange le 1er décembre 1919, en fusionnant avec le Butter and Egg Board, fondé dans la même ville pour imiter le Butter and Cheese Exchange of New York, une bourse de commerce fondée en 1872 par un groupe de négociants en produits laitiers, et qui sera rebaptisée New York Mercantile Exchange. Ce dernier a absorbé le New York Commodities Exchange (COMEX), ou étaient cotée les métaux précieux et l'énergie (pétrole, gaz naturel, électricité), tandis que le Chicago Mercantile Exchange a racheté le Chicago Board of Trade en 2002.

## Principales bourses de commerce
- Chicago : blé, maïs, riz brut, avoine, soja (graine, huile, tourteaux, farine), lait, bois
- Londres : cacao, café robusta, sucre, blé fourrager, pomme de terre
- New York : cacao, café arabica, sucre, jus d'orange, coton
- Paris : blé de meunerie numéro 2, maïs, colza, carcasse de porc
- Kuala Lumpur : huile de palme
- Osaka : caoutchouc
- Singapour : caoutchouc
- Sydney : laine large, laine fine, laine en suint

Produits pétroliers :
- Londres : pétrole brut brent, gazole
- New York (CME-Nymex) : pétrole brut WTI, gaz naturel, mazout, essence
- Rotterdam : gazole, essence sans plomb, essence pour jet, fioul lourd
- Singapour : naphta, essence, kérosène, gazole

Métaux précieux :
- Paris : argent, iridium, or, palladium, platine, rhodium
- Londres (London Bullion Market) : argent, or, palladium, platine
- New York (CME-Nymex) : argent, or, palladium, platine

Métaux non ferreux :
- Londres (London Metal Exchange) : alliage d'aluminium, aluminium, cuivre, étain, nickel, plomb, zinc, acier
- Paris : cuivre, tube de cuivre pour le bâtiment, base de cuivre, base laminée de laiton, base laminée de bronze, barre et fils de laiton, zinc
- New York (CME-Nymex) : cuivre
- Kuala Lumpur : étain

Métaux stratégiques :
- Londres : antimoine, bismuth, arsenic, cadmium, cathode de cobalt, éponge de titane, ferromanganèse, ferromolybdène, tallium, germanium, indium, iridium, mercure, ruthénium, sélénium, masse de silicone, tantale, titane métal, tungstène, vanadium métal, wolframite

## Chronologie des bourses de commerce
- 1571 : fondation du Royal Exchange de Londres.
- 1767 : création de la Bourse de commerce de Paris.
- 1811 : mise en place de la London Sales Room (sucre, café et cacao) dans le Royal Exchange.
- 1848 : fondation du Chicago Board of Trade.
- 1854 : création de la Bolsa de Comercio de Buenos Aires.
- 1856 : création du Kansas City Board of Trade (blé d'hiver).
- 1870 : une centaine de négociants lancent le New York Cotton Exchange (NYCE).
- 1870 : création du New Orleans Cotton Exchange et du Mobile Cotton Exchange suivis en 1874 par le Memphis Cotton Exchange.
- 1872 : lancement du Butter and Cheese Exchange of New York, futur NYMEX.
- 1872 : fondation du New York Coffee Sugar and Cocoa Exchange (CSCE).
- 1874 : création du Chicago Produce Exchange, futur CME, pour les carcasses de porc et le bœuf vivant.
- 1877 : le London Metal Exchange et la London Metal Market and Exchange Company sont fondés, seulement pour le cuivre au départ.
- 1881 : création du Minneapolis Grain Exchange (MGEX) dans le Minnesota.
- 1898 : une scission du Chicago Board of Trade devient le Chicago Butter and Egg Board.
- 1919 : le Chicago Produce Exchange fusionne avec le Chicago Butter and Egg Board pour devenir Chicago Mercantile Exchange.
- 1954 : fondation du London Commodity Exchange (sucre, café et cacao)[5].
- 1978 : premiers contrats pétroliers du New York Mercantile Exchange.
- 1987 : un groupe de traders créent l'International Petroleum Exchange après le Second choc pétrolier.
- 1987 : le LCE est rebaptisé FOX, pour intégrer le London Rubber Exchange.
- années 1990 : le New York Mercantile Exchange absorbe le COMEX.
- années 1990 : le Chicago Mercantile Exchange a racheté le Chicago Board of Trade.
- années 1990 : le FOX racheté par le London International Financial Futures and options Exchange.
- 1998 : le New York Cotton Exchange et le Coffee, Sugar and Cocoa Exchange fusionnent pour créer le New York Board of Trade.
- 1998 : fusion du Chicago Board of Trade et du CME.